# Sphenomorphus necopinatus
Sphenomorphus necopinatus là một loài thằn lằn trong họ Scincidae. Loài này được Brongersma mô tả khoa học đầu tiên năm 1942.